# カミングフレーバーのかわいい+
『カミングフレーバーのかわいい＋』(カミングフレーバーのかわいいぷらす)は、2020年8月1日から2021年1月31日までLocipo、GYAO!で配信されたカミングフレーバー出演のミニ番組である。

## 概要
「かわいい」「お気に入り」「オイシイ」「映える」「ダイエット」「女子力」「着回しコーデ」「ファッション」「ペット」「ランチ」などをキーワードに、
カミングフレーバーのメンバーが好きな写真や動画を用意して、それをもとにスタジオトークを展開するミニ番組である。
後継番組として、2021年2月6日から『カミングフレーバー 全力プラス3分感！』の配信が開始される。

## 配信日程
| 回 | 配信日                    | タイトル                                         | 出演者                         | 備考 |
| -- | ------------------------- | ------------------------------------------------ | ------------------------------ | ---- |
| -  | 2020年7月23日(木) 10:00 - | カミングスーン（野村実代、西満里奈、平田詩奈）   | 野村実代、西満里奈、平田詩奈   | -    |
| -  | 2020年7月23日(木) 10:00 - | カミングスーン（大谷悠妃、青海ひな乃、中野愛理） | 大谷悠妃、青海ひな乃、中野愛理 | -    |
| -  | 2020年7月23日(木) 10:00 - | カミングスーン（赤堀君江、鈴木愛菜、田辺美月）   | 赤堀君江、鈴木愛菜、田辺美月   | -    |
| 1  | 2020年8月1日(土) 0:00 -   | 平田詩奈 "美味しい"                              | 平田詩奈                       | -    |
| 2  | 2020年8月2日(日) 0:00 -   | 西満里奈 "映える"                                | 西満里奈                       | -    |
| 3  | 2020年8月8日(土) 0:00 -   | 野村実代 "かわいい"                              | 野村実代                       | -    |
| 4  | 2020年8月9日(日) 0:00 -   | 青海ひな乃 "お気に入り"                          | 青海ひな乃                     | -    |
| 5  | 2020年8月15日(土) 0:00 -  | 中野愛理 "映える"                                | 中野愛理                       | -    |
| 6  | 2020年8月16日(日) 0:00 -  | 大谷悠妃 "かわいい"                              | 大谷悠妃                       | -    |
| 7  | 2020年8月22日(土) 0:00 -  | 田辺美月 "おいしい"                              | 田辺美月                       | -    |
| 8  | 2020年8月23日(日) 0:00 -  | 鈴木愛菜 "お気に入り"                            | 鈴木愛菜                       | -    |
| 9  | 2020年8月29日(土) 0:00 -  | 赤堀君江 "お気に入り"                            | 赤堀君江                       | -    |
| 10 | 2020年8月30日(日) 0:00 -  | 平田詩奈 "ペット"                                | 平田詩奈                       | -    |
| 11 | 2020年9月5日(土) 0:00 -   | 西満里奈 "おいしい"                              | 西満里奈                       | -    |
| 12 | 2020年9月6日(日) 0:00 -   | 野村実代 "ダイエット"                            | 野村実代                       | -    |
| 13 | 2020年9月12日(土) 0:00 -  | 青海ひな乃 "女子力"                              | 青海ひな乃                     | -    |
| 14 | 2020年9月13日(日) 0:00 -  | 中野愛理 "女子力"                                | 中野愛理                       | -    |
| 15 | 2020年9月19日(土) 0:00 -  | 大谷悠妃 "女子力"                                | 大谷悠妃                       | -    |
| 16 | 2020年9月20日(日) 0:00 -  | 田辺美月 "ダイエット"                            | 田辺美月                       | -    |
| 17 | 2020年9月26日(土) 0:00 -  | 鈴木愛菜 "ランチ"                                | 鈴木愛菜                       | -    |
| 18 | 2020年9月27日(日) 0:00 -  | 赤堀君江 "かわいい"                              | 赤堀君江                       | -    |
| 19 | 2020年10月3日(土) 0:00 -  | 平田詩奈 "ファッション"                          | 平田詩奈                       | -    |
| 20 | 2020年10月4日(日) 0:00 -  | 野村実代 "ペット"                                | 野村実代                       | -    |
| 21 | 2020年10月10日(土) 0:00 - | 西満里奈 "ランチ"                                | 西満里奈                       | -    |
| 22 | 2020年10月11日(日) 0:00 - | 青海ひな乃 "ペット"                              | 青海ひな乃                     | -    |
| 23 | 2020年10月17日(土) 0:00 - | 中野愛理 "ファッション"                          | 中野愛理                       | -    |
| 24 | 2020年10月18日(日) 0:00 - | 大谷悠妃 "お気に入り"                            | 大谷悠妃                       | -    |
| 25 | 2020年10月24日(土) 0:00 - | 田辺美月 "ファッション"                          | 田辺美月                       | -    |
| 26 | 2020年10月25日(日) 0:00 - | 鈴木愛菜 "女子力"                                | 鈴木愛菜                       | -    |
| 27 | 2020年10月31日(土) 0:00 - | 赤堀君江 "ファッション"                          | 赤堀君江                       | -    |
| 28 | 2020年11月1日(日) 0:00 -  | 平田詩奈 "ライブ"                                | 平田詩奈                       | -    |
| 29 | 2020年11月7日(土) 0:00 -  | 西満里奈 "かわいい食べ物"                        | 西満里奈                       | -    |
| 30 | 2020年11月8日(日) 0:00 -  | 野村実代 "マイブーム①"                           | 野村実代                       | -    |
| 31 | 2020年11月14日(土) 0:00 - | 青海ひな乃 "かわいいライブ"                      | 青海ひな乃                     | -    |
| 32 | 2020年11月15日(日) 0:00 - | 中野愛理 "ファッション"                          | 中野愛理                       | -    |
| 33 | 2020年11月21日(土) 0:00 - | 大谷悠妃 "かわいい写真"                          | 大谷悠妃                       | -    |
| 34 | 2020年11月22日(日) 0:00 - | 田辺美月 "マイブーム"                            | 田辺美月                       | -    |
| 35 | 2020年11月28日(土) 0:00 - | 鈴木愛菜「かわいい食べ物」                       | 鈴木愛菜                       | -    |
| 36 | 2020年11月29日(日) 0:00 - | 赤堀君江「かわいいライブ」                       | 赤堀君江                       | -    |
| 37 | 2020年12月5日(土) 0:00 -  | 平田詩奈「かわいい写真」                         | 平田詩奈                       | -    |
| 38 | 2020年12月6日(日) 0:00 -  | 西満里奈「かわいいマイブーム」                   | 西満里奈                       | -    |
| 39 | 2020年12月12日(土) 0:00 - | 野村実代「かわいいメーク」                       | 野村実代                       | -    |
| 40 | 2020年12月13日(日) 0:00 - | 青海ひな乃「マイブーム」                         | 青海ひな乃                     | -    |
| 41 | 2020年12月19日(土) 0:00 - | 中野愛理「かわいくなるメーク」                   | 中野愛理                       | -    |
| 42 | 2020年12月20日(日) 0:00 - | 大谷悠妃「マイブーム」                           | 大谷悠妃                       | -    |
| 43 | 2020年12月26日(土) 0:00 - | 田辺美月「ライブ」                               | 田辺美月                       | -    |
| 44 | 2020年12月27日(日) 0:00 - | 鈴木愛菜「かわいい写真」                         | 鈴木愛菜                       | -    |
| 45 | 2021年1月2日(土) 0:00 -   | 赤堀君江「マイブーム」                           | 赤堀君江                       | -    |
| 46 | 2021年1月3日(日) 0:00 -   | 平田詩奈「ファッション」                         | 平田詩奈                       | -    |
| 47 | 2021年1月9日(土) 0:00 -   | 西満里奈「かわいくなるメーク」                   | 西満里奈                       | -    |
| 48 | 2021年1月10日(日) 0:00 -  | 野村実代「マイブーム②」                          | 野村実代                       | -    |
| 49 | 2021年1月16日(土) 0:00 -  | 青海ひな乃「かわいくなるメーク」                 | 青海ひな乃                     | -    |
| 50 | 2021年1月17日(日) 0:00 -  | 中野愛理「かわいい食べ物」                       | 中野愛理                       | -    |
| 51 | 2021年1月23日(土) 0:00 -  | 大谷悠妃「かわいくなるメーク」                   | 大谷悠妃                       | -    |
| 52 | 2021年1月24日(日) 0:00 -  | 田辺美月「ファッション」                         | 田辺美月                       | -    |
| 53 | 2021年1月30日(土) 0:00 -  | 鈴木愛菜「マイブーム」                           | 鈴木愛菜                       | -    |
| 54 | 2021年1月31日(日) 0:00 -  | 赤堀君江「かわいい写真」                         | 赤堀君江                       | -    |